# Médias en Alsace
Les médias en Alsace sont l'ensemble des moyens de diffusion de l'information dans la collectivité européenne d'Alsace qui compte deux départements : le Bas-Rhin et le Haut-Rhin.

## Groupes de médias ou éditeurs de presse
- L'Alsace, journal régional (1er du Haut-Rhin et 2nd du Bas-Rhin) basé à Mulhouse.
- Les DNA, journal régional (1er du Bas-Rhin et 2nd du Haut-Rhin) basé à Strasbourg.

Mais aussi :
- France Télévisions, avec notamment son antenne régionale France 3 Alsace.
- Radio France, avec notamment son antenne locale de ici Alsace et ici Elsass.

## Presse écrite

### Bas-Rhin
- L'Alsace
- Les DNA

### Haut-Rhin
- Le JDS (Journal des sorties)
- L'Alsace
- Les DNA

### Autres publications
- L'Ami du Peuple (Hebdomadaire)
- L'Est Agricole et Viticole (Hebdomadaire)
- Tonic Magazine (Mensuel)
- L'Alterpresse68 (Média pure player)
- Hebdi (Mensuel) - (Page Facebook active)

## Chaînes de télévision locales
- France 3 Alsace
- BFM Alsace
- Saint-Louis TV, chaîne de la ville de Saint-Louis
- Télé Doller, chaîne de la Communauté de Communes de la Vallée de la Doller et du Vallon du Soultzbach (Câble et Web)
- TV3V, chaîne de la Communauté de Communes du Pays de Niederbronn-les-Bains

## Radios locales
- ici Alsace
- Et aussi les antennes locales de RBS 91.9, RFM, NRJ, Nostalgie, FIP, RTL2, Accent 4 et Europe 2.
- et les radios locales Azur FM, Top Music, DKL Dreyeckland .